# Almoguera
Almoguera ist eine zentralspanische Kleinstadt und eine Gemeinde (municipio) mit 1.373 Einwohnern (Stand: 2024) in der Provinz Guadalajara in der Autonomen Gemeinschaft Kastilien-La Mancha. Zur Gemeinde gehört die Urbanización Valdehormeña.

## Lage und Klima
Der ca. 660 m hoch gelegene Ort Almoguera liegt im südlichen Teil der Iberischen Hochebene (meseta). Die Provinzhauptstadt Guadalajara liegt etwa 40 Kilometer (Fahrtstrecke) nördlich; Madrid ist ca. 60 Kilometer in westnordwestlicher Richtung entfernt. Durch die Gemeinde fließt der Tajo. Das Klima im Winter ist gemäßigt, im Sommer dagegen warm bis heiß; die eher geringen Niederschlagsmengen (ca. 534 mm/Jahr) fallen – mit Ausnahme der nahezu regenlosen Sommermonate – verteilt übers ganze Jahr.

## Bevölkerungsentwicklung
| Jahr      | 1970 | 1981 | 1991 | 2001 | 2011 | 2021 |
| Einwohner | 991  | 771  | 782  | 1048 | 1477 | 1307 |

Die Einwohnerzahl der Gemeinde ist trotz der Mechanisierung der Landwirtschaft und der Aufgabe bäuerlicher Kleinbetriebe wegen der Nähe zu Madrid gestiegen.

## Sehenswürdigkeiten
- Burgreste von Almoguera
- Cäcilienkirche
- Christuskapelle
- Stierkampfarena
- Rathaus

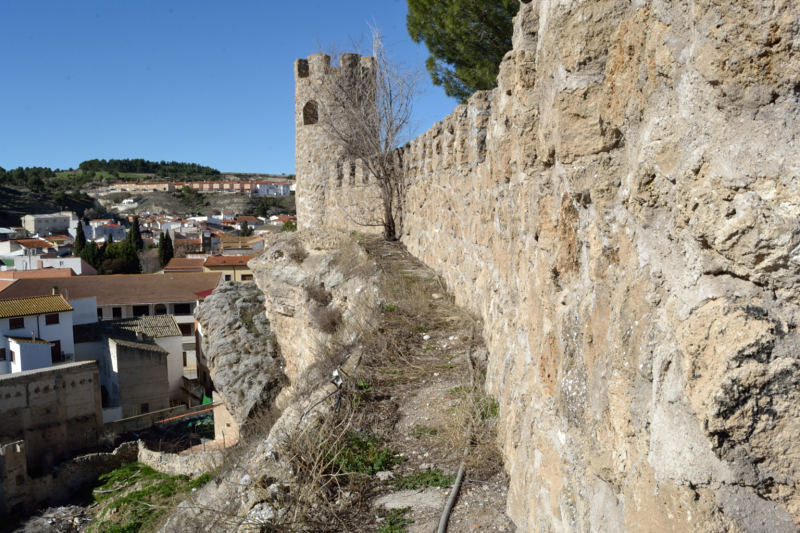
Burgreste
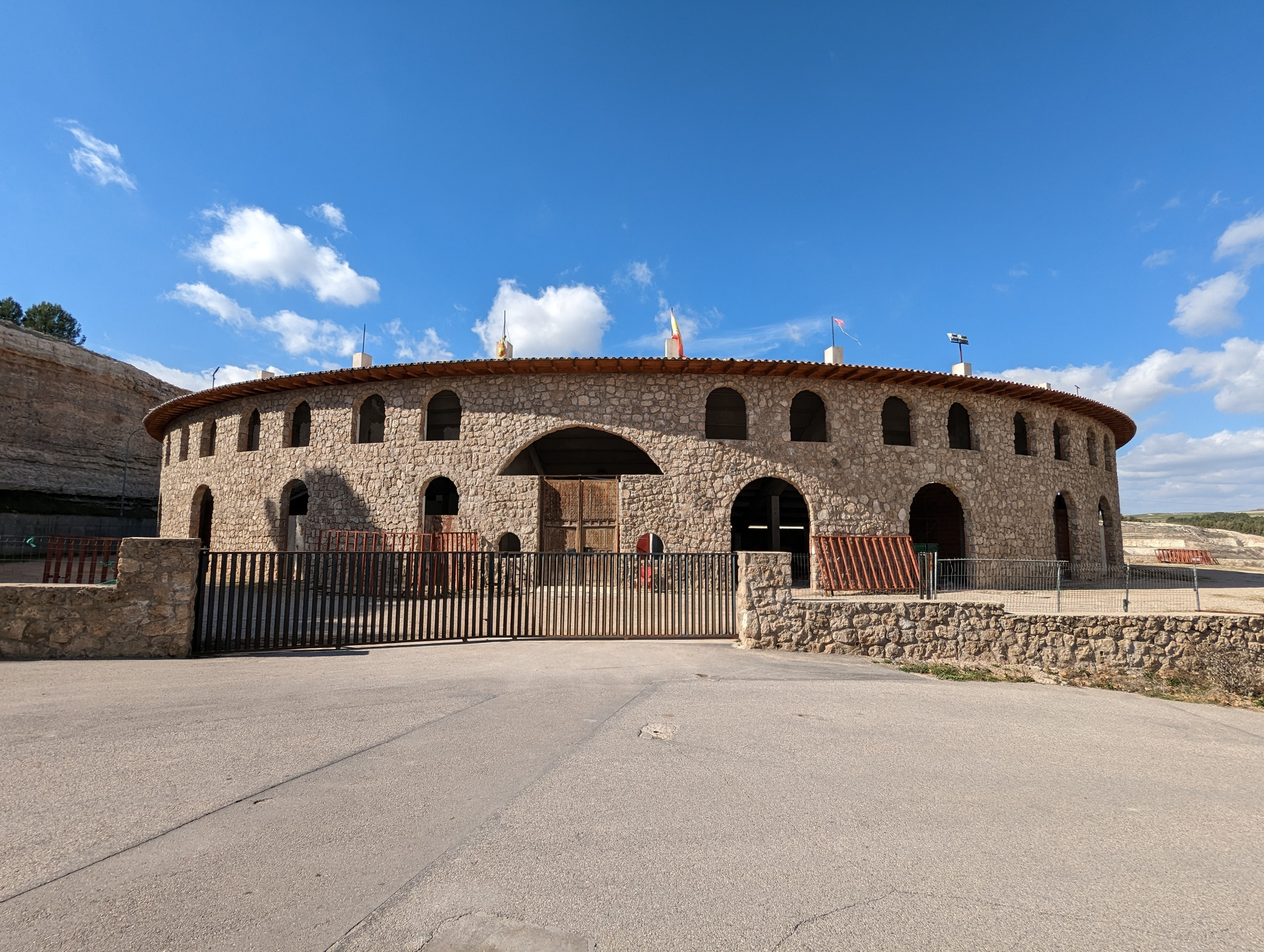
Stierkampfarena